# 기현서
기현서(1984년 5월 6일 ~ )는 대한민국의 전직 축구 선수이다. 현역 시절 포지션은 미드필더였다.
2020~2023 K리그1의 수원 FC의 코치를 거쳐 2024년 현재는,
전북 현대 모터스  U18 코치이다.